# Anna Marchesini
Anna Rita Marchesini (Orvieto, 19 novembre 1953 – Orvieto, 30 luglio 2016) è stata un'attrice teatrale, comica, doppiatrice e scrittrice italiana.

Anna Marchesini tra Tullio Solenghi (a sinistra) e Massimo Lopez (a destra), ovvero Il Trio

Ha fatto parte de Il Trio, con Massimo Lopez e Tullio Solenghi, che ha lavorato con continuità dal 1982 al 1994 e si è eccezionalmente ricostituito per l'ultima volta nel 2008, seppure per sole tre serate televisive, per festeggiare i 25 anni dalla fondazione. Dopo lo scioglimento del gruppo, l'attrice ha continuato la sua attività al fianco del solo Solenghi nel biennio 1994-1995, per poi proseguire da sola la carriera di attrice teatrale.

## Biografia

### Inizi della carriera
Nacque ad Orvieto, in provincia di Terni, il 19 novembre 1953, dal toscano Galileo Marchesini, agricoltore e mezzadro, e da Zaira Parretti, orvietana, insegnante di scuola elementare e poetessa dialettale. Aveva due fratelli, Gianni e Teresa. Frequentò il liceo classico di Orvieto e, all'età di 18 anni, s'iscrisse alla facoltà di psicologia dell'Università degli Studi di Roma "La Sapienza", dove conseguì la laurea nel 1975. Nel 1976 entrò all'Accademia nazionale d'arte drammatica "Silvio D'Amico" e si diplomò nel 1979 come attrice di prosa.
Ancora allieva all'accademia, nell'estate del 1976 esordì nello spettacolo Il borghese gentiluomo di Molière, sotto la regia di Tino Buazzelli. Ogni estate, dal 1979 al 1981, eseguì una pièce estiva con la regia di Lorenzo Salveti, suo insegnante; alcune rappresentazioni realizzate furono Le donne al parlamento e Gli uccelli di Aristofane. Nel 1979, dopo il diploma, entrò in compagnia al Piccolo Teatro di Milano e, sotto la regia di Virginio Puecher, recitò in Platonov di Anton Čechov.
Nel 1980, per la regia di Mario Scaccia e Nino Mangano, prese parte a Il Trilussa Bazar di Ghigo De Chiara, nel 1981 al Barbiere di Siviglia, sotto la regia di Mario Maranzana e nel 1982, per la regia di Tonino Pulci, a Il fantasma dell'Opera. Sempre nel 1982 incontrò e lavorò per la prima volta con Tullio Solenghi, in un programma svizzero per italiani, dopo aver già conosciuto l'anno precedente Massimo Lopez durante la sua attività come doppiatrice, entrambi al lavoro come protagonisti della serie animata Supercar Gattiger.
Già da tempo, infatti, l'attrice si era impegnata in un'intensa attività nel campo del doppiaggio che, nel corso della sua carriera, avrebbe ripreso in varie occasioni. Fu doppiatrice di Judy Garland nella seconda edizione restaurata de Il mago di Oz del 1980, nonché di numerosi ruoli in cartoni animati trasmessi nei primi anni ottanta, e una delle voci del personaggio di Uhura della serie Star Trek. La si può ricordare in cartoni animati, tra cui Lo specchio magico e Time Bokan-La macchina del tempo.

### Il Trio (1982-1994)
Nel 1982 Il Trio, composto da Anna Marchesini, Massimo Lopez e Tullio Solenghi, esordì su Radio 2 col programma radiofonico comico Helzapoppin (dal celebre musical del 1938 Hellzapoppin' e dall'omonimo film del 1941 di Henry C. Potter). L'ingaggio doveva durare due settimane e durò invece due anni. I tre furono scritturati dalla Rai di Genova per un programma radiofonico del sabato mattina di 13 puntate che però, per il buon successo, divennero 52.
Nel 1985, dopo aver inviato una videocassetta a Enzo Trapani, Il Trio fu scelto per otto puntate del varietà televisivo Il tastomatto, affiancando Pippo Franco alla conduzione. Qui nacquero molti degli sketch che li resero famosi, in primis le parodistiche interpretazioni del telegiornale e degli spot pubblicitari. Nello stesso anno la Marchesini recitò anche nel film A me mi piace di Enrico Montesano, che rimase la sua unica apparizione sul grande schermo.

Da sinistra: Marchesini nei panni della "Sora Khomeines", l'Ayatollah Khomeini (Solenghi), il presentatore di Fantastico 7 Pippo Baudo e Ronald Reagan (Lopez), nello sketch de Il Trio, del 22 novembre 1986, che provocò un incidente diplomatico tra Iran e Italia

Con le 40 puntate di Domenica in nel 1985-1986 Il Trio fu premiato come "Rivelazione dell'anno". Nel 1986 i tre prendono parte a Fantastico 7. Grazie al programma diventano noti a livello mondiale per uno sketch considerato offensivo nei confronti della madre di Ruhollah Khomeyni. Malgrado l'imbarazzo internazionale dovuto allo sketch, questo varrà loro un articolo sulla rivista statunitense Variety e alcuni spettacoli oltreoceano, al Lincoln Center di New York e a Buenos Aires.
Il grande impatto sul pubblico e il loro talento comico li lancia sul palco del Teatro Ariston di Sanremo per ben tre volte (Sanremo 1986, Sanremo 1987 e Sanremo 1989). Contemporaneamente si ha il ritorno de Il Trio a teatro, pur non tralasciando gli impegni col pubblico televisivo. Sono quindi, rispettivamente, del 1987 e del 1991 gli spettacoli Allacciare le cinture di sicurezza e In principio era il trio. Entrambi i lavori ottennero un buon successo, furono portati in tournée per molti anni e furono ripresi in televisione più volte. Allacciare le cinture di sicurezza fu anche premiato con un Biglietto d'oro.
La loro fama e comicità raggiunge il culmine nel 1990 con I promessi sposi, rilettura parodistica dell'omonimo romanzo manzoniano, trasmesso su Rai 1 in cinque puntate, ascolto medio di 13 milioni di spettatori con picchi di 17 milioni.
Il 19 settembre 1991 Anna Marchesini sposa l'attore tarantino Paki Valente con rito civile a Parigi. I due avranno una figlia nel novembre 1993, Virginia, e divorzieranno nel 1999.
Lo scioglimento de Il Trio avvenne nel 1994, quantomeno nelle sue produzioni, dato che nulla lasciò intendere la fine del gruppo comico: la circostanza venne confermata dal loro ritorno sugli schermi per la commemorazione dei 25 anni di attività, avvenuto nel 2008 con la trasmissione Non esiste più la mezza stagione. Sembra che il motivo sia stato il desiderio di Massimo Lopez di sperimentare una carriera da solo. Ne seguì una collaborazione Solenghi-Marchesini nel 1995, con la miniserie televisiva La rossa del Roxy Bar, ma, contemporaneamente, la pubblicazione del libro Uno e Trino di Tullio Solenghi confermò la fine di un boom di comicità durato più di dieci anni.

### Carriera da solista dal 1995
Nel 1995 Rai 1 commissiona all'attrice la registrazione di uno spettacolo comico solista, un monologo coi principali personaggi dell'artista. Nel 1996-1997 si ha l'ultima collaborazione Marchesini-Solenghi al Teatro Eliseo di Roma con lo spettacolo Due di noi, una pièce di due atti unici che contiene una breve commedia comica, I cinesi.
Nel 1998 ritorna con le sue caricature e parodie di personaggi noti al pubblico, in trasmissioni quali Quelli che il calcio e La posta del cuore. Torna nuovamente a Sanremo, questa volta solista, al fianco di Fabio Fazio, interpretando molti personaggi, da Rita Levi-Montalcini a Gina Lollobrigida.
Segue quindi il primo spettacolo teatrale da solista, Parlano da sole del 1998, con debutto al Teatro Olimpico di Vicenza. Lo spettacolo è diviso in due atti: il primo è una reinterpretazione de Un letto fra le lenticchie di Alan Bennett e de Anna Cappelli di Annibale Ruccello, nel secondo si ha l'interpretazione di molti dei suoi personaggi. Del 1999 è invece Una patatina nello zucchero, con esordio sempre al Teatro Olimpico: nel primo atto troviamo ancora Alan Bennett con i monologhi Una patatina nello zucchero e L'Occasione d'oro; nel secondo un monologo della sessuologa Merope Generosa. Nello stesso anno partecipa come ospite fissa al Festival di Sanremo, dove interpreta alcuni dei suoi personaggi più noti.
Nel 2000 si ha la pubblicazione del libro Che siccome che sono cecata (motto caratteristico di uno dei suoi personaggi più conosciuti, la signorina Carlo, che nella finzione è la stralunata moglie di Gian Piero Galeazzi), edito da Arnoldo Mondadori Editore e corredato di un video per la collana I mostri della comicità. L'attrice torna varie volte al doppiaggio; da citare il ruolo di Yzma ne Le follie dell'imperatore della Disney (2000).
Il 2001 è l'anno dello spettacolo teatrale La cerimonia del massaggio, tratto da un lungo racconto di Alan Bennett e riadattato a monologo di ben 10 personaggi. Lo spettacolo esordisce al Teatro Eliseo di Roma e al Piccolo Teatro di Milano e sarà in tournée per due anni. Segue la sua ultima comparsa al Festival di Sanremo 2002, al fianco di Pippo Baudo nel ruolo della sessuologa Merope Generosa, famosa insegnante di educazione sessuale che, durante le sue lezioni, si lascia trascinare nel racconto delle sue esperienze disastrose con gli uomini, nonché da doppi sensi intercalati costantemente nelle sue frasi.
Nel 2005, da Le due zittelle di Tommaso Landolfi, rielabora un monologo comico di ben 15 personaggi differenti. L'attrice recita al Teatro Eliseo di Roma, al Piccolo di Milano e al Teatro Valle di Roma. Nella seconda parte del 2006, durante le repliche dell'ultimo spettacolo Le due zittelle, tutte le date rimaste vengono annullate a causa di un attacco di artrite reumatoide, che le causerà una lunga assenza dalle scene prima del recupero.
Nel 2008 si ha il ritorno in televisione, dopo una lunga assenza per la sua malattia, nella celebrazione dei 25 anni di attività de Il Trio, alla conduzione, insieme con Solenghi e Lopez, dello spettacolo Non esiste più la mezza stagione (titolo che deriva da uno dei più noti sketch teatrali del trio). Lo spettacolo, in onda su Rai Uno, è in tre puntate e ripercorre la carriera dei tre artisti comici. Alla fine dello stesso anno esordisce con la pièce teatrale, Giorni felici di Samuel Beckett, la quale verrà presentata a Che tempo che fa a fine dicembre 2008.
Nel 2011 esce il suo primo romanzo Il terrazzino dei gerani timidi che vende oltre 60 000 copie; a seguire pubblica Di mercoledì nel 2012. Entrambi i romanzi verranno presentati con due interviste, successive alle rispettive date di uscita, nella trasmissione Che tempo che fa.
Nel 2013, sempre più provata dalla malattia, è ospite alla trasmissione di Fabio Fazio, Che tempo che fa, per presentare il suo libro Moscerine; un anno dopo vi torna per annunciare che uno dei racconti presenti nella raccolta, dal titolo Cirino e Marilda non si può fare, sarebbe diventato uno spettacolo teatrale. Questa risulterà essere la sua ultima apparizione effettiva sulla TV nazionale. La lettura del racconto Cirino e Marilda non si può fare viene presentato inizialmente in una serie di appuntamenti al Piccolo Teatro di Milano; tra la fine del 2015 e l'inizio del 2016 lo spettacolo viene portato in tournée per tutta Italia. A maggio del 2016 il tour teatrale si interrompe bruscamente a causa del peggioramento delle condizioni di salute dell'attrice.
La sua casa di produzione, la Marisa srl, è una società di cui la stessa Marchesini era socia assieme alla sorella Teresa. Il nome di tale società è stato spesso utilizzato negli spettacoli de Il Trio per personaggi vari, e ha continuato ad apparire nelle produzioni più recenti degli spettacoli di Anna Marchesini.
Dal 2007 insegnò, recitazione, all'Accademia nazionale d'arte drammatica "Silvio D'Amico".
È postuma, a fine 2016, la pubblicazione dell'ultimo romanzo scritto dall'attrice dal titolo È arrivato l'arrotino, il quale comprende anche alcune poesie scritte dalla stessa Marchesini tra gli anni settanta e gli anni novanta e tratte dalla sua raccolta poetica Fiori di fitolacca.
Nel mese di novembre 2017, su Rai 3, viene trasmesso Parlo da sola. Speciale Anna Marchesini, presentato da Pino Strabioli in due puntate.

### Morte
Anna Marchesini, già da qualche tempo soggetta a ricoveri ospedalieri per il progressivo aggravarsi della sua artrite reumatoide, è morta a 62 anni, la mattina del 30 luglio 2016. Pochi giorni prima aveva presenziato alla laurea della figlia, Virginia. I funerali si sono svolti dopo due giorni nella chiesa di Sant'Andrea di Orvieto, in forma privata; è stata cremata a Viterbo e le sue ceneri sono state tumulate nel cimitero di Orvieto, nella cappella di famiglia.

## Personaggi
Durante la sua carriera Anna Marchesini ha interpretato oltre duecento personaggi (secondo quanto da lei stessa dichiarato in un'intervista). Alcuni tra i più famosi sono la Signorina Carlo, la sessuologa Merope Generosa (ispirato alla psicoterapeuta Gianna Schelotto), la Sora Flora, la Sora Ines, la Cameriera secca dei signori Montagné, la Bella Figueira (personaggio di telenovela), la Piccina e la cartomante sensitiva Amalia.

## Teatro
- Il borghese gentiluomo di Molière, regia di Tino Buazzelli (1976)
- Platonov di Anton Čechov, regia di Virginio Puecher (1979)
- Le donne al parlamento di Aristofane, regia di Lorenzo Salveti (1979)
- La Fée Urgèle di Charles Simon Favart, regia di Lorenzo Salveti (1979)
- Gli uccelli di Aristofane, regia di Lorenzo Salveti (1980)
- Il Trilussa Bazar, regia di Mario Scaccia e Nino Mangano (1980)
- Il barbiere di Siviglia di Pierre-Augustin Caron de Beaumarchais, regia di Mario Maranzana (1981)
- Il Fantasma dell'Opera di Gaston Leroux, regia di Tonino Pulci (1982)
- Allacciare le cinture di sicurezza, regia di Anna Marchesini, Tullio Solenghi e Massimo Lopez. Teatro Alessandro Bonci di Cesena (1987)
- In principio era il trio, regia di Anna Marchesini, Tullio Solenghi e Massimo Lopez (1991)
- Due di Noi, regia di Anna Marchesini e Tullio Solenghi (1996)
- Parlano da sole, curato da Mario Missiroli (1998)
- Una patatina nello zucchero, da Alan Bennett, regia di Anna Marchesini (1999)
- La cerimonia del massaggio di Alan Bennett, regia di Anna Marchesini (2001)
- Le due zittelle di Tommaso Landolfi, regia di Anna Marchesini (2005)
- Giorni felici di Samuel Beckett, regia di Anna Marchesini (2008)
- Cirino e Marilda non si può fare, regia di Anna Marchesini (2014)

## Filmografia

### Attrice
- A me mi piace, regia di Enrico Montesano (1985)
- I promessi sposi – serie TV, 5 episodi (1990)
- La rossa del Roxy Bar, regia di Anna Marchesini e Tullio Solenghi – film TV (1995)

### Regista
- I promessi sposi – serie TV, 5 episodi (1990)
- La rossa del Roxy Bar, diretto con Tullio Solenghi – film TV (1995)

### Sceneggiatrice
- I promessi sposi – serie TV, 5 episodi (1990)
- La rossa del Roxy Bar, sceneggiatura di Anna Marchesini e Tullio Solenghi – film TV (1995)

## Doppiaggio

### Film
- Judy Garland ne Il mago di Oz (ridoppiaggio 1982), Piccoli attori, I ragazzi di Broadway, Incontriamoci a Saint Louis, Ti amavo senza saperlo (ridoppiaggio), L'allegra fattoria (ridoppiaggio)
- Dominique Lavanant in Tre uomini e una culla
- Beatrice Palme in È arrivato mio fratello

### Film d'animazione
- Gertrude Scorpio in La grande avventura di Jungle Jack
- Ragazza in Principi e principesse
- Yzma in Le follie dell'imperatore
- Tartaruga in La profezia delle ranocchie

### Serie televisive e film televisivi
- Lee Meriwether in Donne allo specchio
- Nichelle Nichols (2ª voce) in Star Trek
- Lucy Lee Flippin ne La casa nella prateria
- Erin Moran in Jenny e Chachi
- Cathy Silvers in Happy Days
- Crissy Wilzak in Mork & Mindy
- Donna Dixon in Henry e Kip
- Lisa Hartman in Qui Los Angeles: squadra anticrimine
- Victoria Vera in Anche i ricchi piangono
- Malena Doria ne Il maleficio

### Serie animate
- Jacky, Lan e Placida in Jacky, l'orso del monte Tallac
- Janet Martin e Mamma Rosa O'Hare ne Il clan di Mr. Wheeler
- Kajumi e Queen Demon in Supercar Gattiger
- Takeshi e vari bambini in Pat, la ragazza del baseball[17]
- Moko e madre di Stilly ne Lo Specchio Magico
- Invidia ne L'invincibile Ercole
- Lady Gomma ne L'impareggiabile Lady Gomma
- Dotty ne La gang dei segugi
- Lilly in Sport Billy
- Takeshi in Bia - La sfida della magia
- Amico di Teppei in Io sono Teppei!
- Madame Margot ne La macchina del tempo

## Radio
- Helzapoppin (Rai Radio 2, 1982) – con Il Trio

## Programmi televisivi

### Con il Trio
- A proposito di Helzapoppin Radiodue (Rai 2, 1985)
- Tastomatto (Rai 2, 1985)
- Domenica in (Rai 1, 1985-1986)
- Festival di Sanremo (Rai 1, 1986-1987, 1989)
- Fantastico (Rai 1, 1986-1987)
- Allacciare le cinture di sicurezza (Rai 1, 1989)
- Viva Colombo (Rai 1, 1991)
- In principio era Il Trio (Rai 2, 1993)
- Non esiste più la mezza stagione (Rai 1, 2008)

### Da solista
- Quelli che il calcio (Rai 3, 1997-1998; Rai 2, 1998-2001)
- La posta del cuore (Rai 2, 1998)
- Festival di Sanremo (Rai 1, 1999, 2002) – ospite
- Comici (Italia 1, 1999)
- L’ultimo valzer (Rai 2, 1999)
- Sogni (Rai 1, 2004)

## Libri
- Anna Marchesini, una e trina, Daniela Montemagno, Roma, Edizioni Sabinae, 2025. Biografia dell’attrice.
- ...che siccome che sono cecata, con VHS, Milano, A. Mondadori, 2000, ISBN 88-04-47875-6.
- I promessi sposi (secondo il trio), con Tullio Solenghi e Massimo Lopez, con DVD, Milano, Mondadori, 2009, ISBN 978-88-04-59351-5.
- Il terrazzino dei gerani timidi, Milano, Rizzoli, 2011, ISBN 978-88-17-04716-6.
- Di mercoledì, Milano, Rizzoli, 2012, ISBN 978-88-17-05593-2.
- Moscerine, Milano, Rizzoli, 2013, ISBN 978-88-17-06724-9.
- È arrivato l'arrotino, Roma, Rizzoli, 2016 (postumo), ISBN 9788817089111.

## Riconoscimenti
- Ciak d'oro
  - 1988 – Targa speciale[18]